# دوري أبطال العرب 2005–06
دوري أبطال العرب 2005–06 هي النسخة الثالة من دوري أبطال العرب ولعبت في الفترة ما بين 6 سبتمبر 2005 و6 مايو 2006. تنافس 32 فريق مثلوا دول عربية من آسيا وأفريقيا.
فاز الرجاء البيضاوي المغربي على إنبي المصري في النهائي.

## دور ال32
في هذا الدور لعب 32 فريق مباراتي ذهاب وإياب.
| الفريق الأول            | إجم.    | الفريق الثاني     | مباراة الذهاب | مباراة الإياب |
| ----------------------- | ------- | ----------------- | ------------- | ------------- |
| النادي الرياضي البنزرتي | 3–4     | الزمالك           | 2–2           | 1–2           |
| النجمة                  | 3–5     | إنبي              | 0–1           | 3–4           |
| الأنصار                 | 0–4     | حرس الحدود        | 0–1           | 0–3           |
| الأهلي                  | 9–1[أ]  | نادي السكة الحديد | 3–0           | 6–1           |
| الزوراء                 | (خ) 3–3 | القادسية          | 1–0[ب]        | 2–3           |
| أهلي برج بوعريريج       | 1–4     | أولمبيك آسفي      | 0–3           | 1–1           |
| المجد                   | 2–11    | القادسية          | 0–5           | 2–6           |
| جمعية لكصر              | 0–7     | الهلال            | 0–3           | 0–4           |
| المريخ                  | 1–2     | مولودية الجزائر   | 1–0           | 0–2           |
| الشباب                  | 2–7     | الطلبة            | 1–3           | 1–4[ج]        |
| الاتحاد                 | 2–5     | الوداد البيضاوي   | 1–2           | 1–3           |
| العروبة                 | 0–4     | الإفريقي          | 0–2           | 0–2           |
| الوحدة                  | 1–2     | الرجاء البيضاوي   | 1–1           | 0–1           |
| شباب رفح                | 2–3[د]  | الوحدات           | 0–1           | 2–2           |
| شباب الأردن القادسية    | 1–2     | النصر             | 1–0           | 0–2           |
| الكويت                  | 0–1     | الاتحاد           | 0–0           | 0–1           |

ملاحظات
1. ^ لعبت كلا المباراتين في المنامة بالبحرين.
2. ^ لعبت مباراة الذهاب في دمشق بسوريا.
3. ^ لعبت مباراة الإياب في دمشق بسوريا.
4. ^ لعبت  كلا المباراتين في عمان بالأردن.

## دور ال16
في هذا الدور لعب 16 فريق مباراتي ذهاب وإياب.
| الفريق الأول    | إجم.        | الفريق الثاني   | مباراة الذهاب | مباراة الإياب |
| --------------- | ----------- | --------------- | ------------- | ------------- |
| مولودية الجزائر | 6–1         | الزوراء         | 3–0           | 3–1[ر]        |
| الأهلي          | 1–3         | الوحدات         | 0–0           | 1–3           |
| الاتحاد         | 2–2 (1–4 ر) | الوداد البيضاوي | 2–0           | 0–2           |
| النصر           | 2–2 (4–3 ر) | أولمبيك آسفي    | 2–0           | 0–2           |
| الإفريقي        | 0–2         | إنبي            | 0–0           | 0–2           |
| الهلال          | 1–0         | حرس الحدود      | 1–0           | 0–0           |
| القادسية        | 3–1         | الطلبة          | 1–0           | 2–1[س]        |
| الرجاء البيضاوي | 3–2         | الزمالك         | 0–2           | 3–0           |

ملاحظات
1. ^ لعبت مباراة الإياب في عمان بالأردن.
2. ^ لعبت مباراة الإياب في دمشق بسوريا.

## ربع النهائي
في هذا الدور لعبت الفرق الثمانية مباراتي ذهاب وإياب.
| الفريق الأول    | إجم.    | الفريق الثاني   | مباراة الذهاب | مباراة الإياب |
| --------------- | ------- | --------------- | ------------- | ------------- |
| مولودية الجزائر | 3–4     | إنبي            | 1–3           | 2–1           |
| القادسية        | 1–3     | الرجاء البيضاوي | 1–0           | 0–3           |
| النصر           | 2–3     | الوحدات         | 1–1           | 1–2           |
| الهلال          | (خ) 3–3 | الوداد البيضاوي | 1–0           | 2–3           |

## نصف النهائي
| الفريق الأول    | إجم. | الفريق الثاني | مباراة الذهاب | مباراة الإياب |
| --------------- | ---- | ------------- | ------------- | ------------- |
| الرجاء البيضاوي | 5–1  | الهلال        | 5–0           | 0–1           |
| إنبي            | 2–1  | الوحدات       | 2–0           | 0–1           |

## النهائي
| الفريق الأول | إجم. | الفريق الثاني   | مباراة الذهاب | مباراة الإياب |
| ------------ | ---- | --------------- | ------------- | ------------- |
| إنبي         | 1–3  | الرجاء البيضاوي | 1–2           | 0–1           |

## البطل
| بطل دوري أبطال العرب 2005–06 |
| ---------------------------- |
| المغرب                       |
| الرجاء البيضاوي اللقب الأول  |

## الجوائز المالية
| المرحلة | المركز النهائي | قيمة الجائزة (دولار أمريكي) |
| ------- | -------------- | --------------------------- |
| النهائي | البطل          | $1,000,000                  |
| النهائي | الوصيف         | $600,000                    |

## روابط خارجية
- Arab Champions' League 2005/06 - rsssf.com